# Mean Girls
Mean Girls è un film del 2004 diretto da Mark Waters. 
La sceneggiatrice Tina Fey, ex attrice e autrice del Saturday Night Live, ha scritto il copione del film basandosi sul libro Queen Bees & Wannabees di Rosalind Wisenman. Nel cast vi sono molti altri attori del Saturday Night Live, come ad esempio, l'interprete della madre di Regina, Amy Poehler.

## Trama
Cady Heron è una sedicenne tornata a vivere a Evanston dopo aver trascorso l'infanzia in Africa con i genitori, zoologi ricercatori universitari. All'inizio, la ragazza trova difficoltà a farsi accettare nella scuola di North Shore; i suoi primi amici sono Janis Ian e Damian Leigh. In seguito Cady cattura l'attenzione del gruppo delle Barbie, le ragazze più popolari della scuola: Regina George, Gretchen Wieners e Karen Smith; queste, incuriosite dalla nuova arrivata, la fanno sedere accanto a loro a mensa.
Cady comincia a frequentare le tre ragazze, raccontando a Janis i loro comportamenti stravaganti e i loro segreti: uno di questi è l'album rosa, un album dove le Barbie scrivono insulti e cattiverie contro i professori e gli studenti della scuola. Janis conosce bene la cattiveria di Regina, che è stata la sua migliore amica fino a quando, tre anni prima, ha sparso la voce che Janis fosse lesbica, umiliandola di fronte ai compagni di scuola.
Intanto, Cady si innamora di Aaron Samuels, ex di Regina; il giorno di Halloween, la ragazza scopre la vera perfidia della Barbie, quando invece di aiutarla a conquistare Aaron, Regina gli racconta menzogne su Cady e si rimette con lui. Cady corre in lacrime da Janis, che insieme a lei e Damian escogita un piano per sabotare Regina, così che entrambe abbiano la loro vendetta.
Cady continua a frequentare le Barbie, convincendo Regina a mangiare barrette energetiche al posto di quelle dietetiche. Gretchen rivela a Cady che Regina tradisce Aaron con Shane Oman. Cady, ancora innamorata di lui, rivela ad Aaron il tradimento. Ben presto Cady diventa la ragazza più popolare della scuola, mentre Regina continua ad ingrassare. Allo stesso tempo, però, comincia a comportarsi in modo sempre più simile a quello delle Barbie, diventando altezzosa e arrogante nei confronti degli altri, tanto che comincia a trascurare i suoi primi veri amici, Janis e Damian. Organizza un party al quale non invita Janis e Damian che, quando lo vengono a sapere, decidono di rompere i legami con lei. Alla festa, inoltre, Cady viene rifiutata da Aaron.
Regina scopre dal suo nuovo ragazzo che le barrette regalatele da Cady non sono dietetiche. La ragazza si vendica scrivendo insulti su se stessa sull'album rosa, poi il giorno seguente si presenta dal Preside Duvall e gli consegna l'album, affermando che la colpa non può che essere delle uniche tre ragazze della scuola sulle quali non vi è scritto nulla. Mentre Mr. Duvall discute con Cady, Karen e Gretchen, nei corridoi della scuola Regina attacca alle pareti e sparge a terra copie delle pagine dell'album, in modo che tutti leggano le cattiverie che ci sono scritte e se la prendano con le sue tre ex amiche.
Tra gli studenti scoppia una rissa, interrotta solo dall'intervento del preside. Nel momento seguente, in cui gli insegnanti chiedono di fare ammenda delle malignità dette e fatte tra gli studenti, Janis, ancora adirata con Cady, rivela il piano creato per rovinare Regina, venendo acclamata da tutte. Quest'ultima, offesa, esce dalla scuola e viene investita dal pullman scolastico.
Cady rivela di essere lei la colpevole delle malignità sulla prof. Norbury scritte sull'album. Per farsi perdonare è costretta a partecipare alla competizioni dei matleti, una competizione a sfondo matematico. Mentre sta affrontando le fasi finali del quiz, Cady mentre si trova contro una ragazza bruttina, capisce che rovinare la vita a Regina non l'ha resa più felice, invece si è comportata male e decide di cambiare atteggiamento. La squadra della scuola di Cady vince il quiz e torna a casa dalle competizioni giusto in tempo perché la ragazza possa arrivare al ballo della scuola, già iniziato, e partecipare all'elezione di Reginetta di Primavera. Cady viene eletta Reginetta ma, ferma nella sua decisione di non essere più sprezzante con gli altri, divide la coroncina con le altre ragazze, come a dimostrare che tutte, oltre a lei, se la meritano.
Alla fine, Cady è di nuovo felice: ritrova i suoi amici Janis e Damian, con i quali si è chiarita, e si fidanza con Aaron. Anche le altre ragazze hanno trovato un nuovo equilibrio: Regina George, guarita dall'incidente, trova nel lacrosse lo sfogo della sua rabbia. Karen conduce un meteo. Gretchen è diventata membro di un altro gruppetto di ragazze, le Barbie asiatiche. Janis si fidanza con Kevin G, leader dei matleti.

## Personaggi
- Regina George: bella, popolare e perfida. Essere sua amica, nella scuola, significa diventare famosi. È molto esplicita nei comportamenti ed è contesa da molti ragazzi, ai quali non si nega. Vince ogni anno il titolo di Reginetta di Primavera. In terza media, ha diffuso la voce che Janis, allora sua amica, fosse lesbica, facendola evitare da tutti. Si è rifatta il naso.

- Cady Heron: ha sempre vissuto in Africa con i genitori, studiando in casa. A sedici anni si trasferisce nel paese di origine, cioè negli Stati Uniti. Trova molte difficoltà iniziali al liceo North Shore (Illinois) perché non conosce nessuno. Comincia a frequentare Regina George per vendicare le umiliazioni subite da Janis Ian (una sua nuova amica) dalla "Barbie" stessa. È innamorata di Aaron Samuels, così finge di non capire la matematica e di aver bisogno di farsi aiutare da lui. In quest'ultima materia è invece molto dotata, tanto ad essere invitata a far parte della squadra dei "matleti" della scuola.

- Janis Ian: è una ragazza eccentrica che diventa amica di Cady e la convince a entrare nelle Barbie per poi raccontarle cosa fanno e dicono. Janis ha un conto in sospeso con Regina, che alle medie era la sua migliore amica ma poi ha diffuso la voce che Janis fosse lesbica. Dopo che Cady vede Regina baciare Aaron alla festa di Halloween, inizia a progettare una vendetta insieme a Janis. Tuttavia, la situazione finisce per sfuggirle di mano. Diventerà la ragazza del leader dei "matleti" Kevin G. Sostiene di avere origini libanesi.

- Gretchen Wieners: è un membro delle Barbie. È la pettegola del gruppo e la fedele aiutante di Regina George. Proviene da una famiglia estremamente ricca, poiché suo padre è l'inventore del Toaster Strudel. Durante l'intero film, Gretchen viene mostrata come uno dei membri più simpatici delle Barbie, essendo meschina solo sotto l'influenza di Regina. Gretchen è anche l'unica persona che conosce quasi tutti i segreti della famiglia di Regina, come il fatto che i suoi genitori hanno dei problemi e che Regina si è rifatta segretamente il naso ad un certo punto durante la sua adolescenza.

- Karen Smith: terzo membro delle Barbie, è una ragazza dolce ma poco intelligente e anche piuttosto facile, tant'è che finisce per provarci persino con suo cugino. Sostiene di essere una sensitiva e di avere un potere paranormale, ovvero di capire grazie ai suoi seni quando sta per piovere.

- Aaron Samuels: ragazzo carino e gentile che piace a Cady. Pratica football ed è stato il ragazzo di Regina. La "barbie" si rimette con lui per fare un dispetto a Cady quando scopre che ha una cotta per Aaron. Per avvicinarlo, Cady fa finta di non capire la matematica, materia in cui invece eccelle. Alla fine i due si mettono insieme.

- Sharon Norbury: insegnante di matematica del liceo, reduce da un divorzio e depressa, ma comprensiva. Gestisce il gruppo dei "matleti" e chiede a Cady di farne parte. Sotto l'influenza delle "Barbie", Cady diffonderà la voce che Sharon spaccia droga ai suoi alunni. Aiuterà le ragazze del liceo a scusarsi le une con le altre e tornare in armonia.

- Shane Oman: amante di Regina mentre si era rimessa con Aaron, Cady rivela a Aaron il tradimento da parte di Regina, e quindi lui si lascia ufficialmente con Regina.

## Produzione
Rachel McAdams fece il provino per il ruolo di Cady, mentre Lindsay Lohan e Amanda Seyfried per quello di Regina.

## Colonna sonora
1. The Donnas – Dancing With Myself
2. Pink – God Is a DJ
3. Kelis – Milkshake
4. All Too Much – Sorry (Don't Ask Me)
5. Samantha Ronson – Built This Way
6. Boomkat – Rip Her To Shreds
7. Katy Rose – Overdrive
8. Blondie – One Way Or Another
9. Peaches – Operate
10. Anjali Bhatia – Misty Canyon
11. Gina Rene e Gabriel Rose – Mean Gurl
12. Nikki Cleary – Hated
13. Pierre Henry – Psyché Rock (Fatboy Slim Malpaso Mix)
14. Rajiv Surenda – The Mathlete Rap
15. Orbital – Halcyon and On and On

## Accoglienza
Il film, costato 17 milioni di dollari, ne ha incassati 130 milioni, rivelandosi un campione di incassi, nonché migliore pellicola per guadagni di Lindsay Lohan.

## Riconoscimenti
- 2004 – Teen Choice Awards
  - Attrice preferita - Commedia a Lindsay Lohan
  - Miglior attrice emergente a Lindsay Lohan
  - Choice Movie Blush a Lindsay Lohan

- 2005 – MTV Movie & TV Awards
  - Miglior performance femminile a Lindsay Lohan
  - Miglior performance di gruppo
  - Miglior performance rivelazione femminile a Rachel McAdams

## Sequel
Nel 2011 è stato realizzato il sequel Mean Girls 2, con Meaghan Martin e Maiara Walsh.

## Musical
Nel 2017 il film è stato trasposto in un musical omonimo, portato in scena anche a Broadway nel 2018, del quale è stato realizzato un adattamento cinematografico nel 2024 diretto da Arturo Perez Jr, Samantha Jayne.

## Curiosità
Rachel McAdams interpreta Regina George mentre Amy Poehler interpreta la madre di Regina ma nella vita vera Amy Poehler è solamente di 7 anni più anziana e più grande di Rachel McAdams.